# Economía de Svalbard

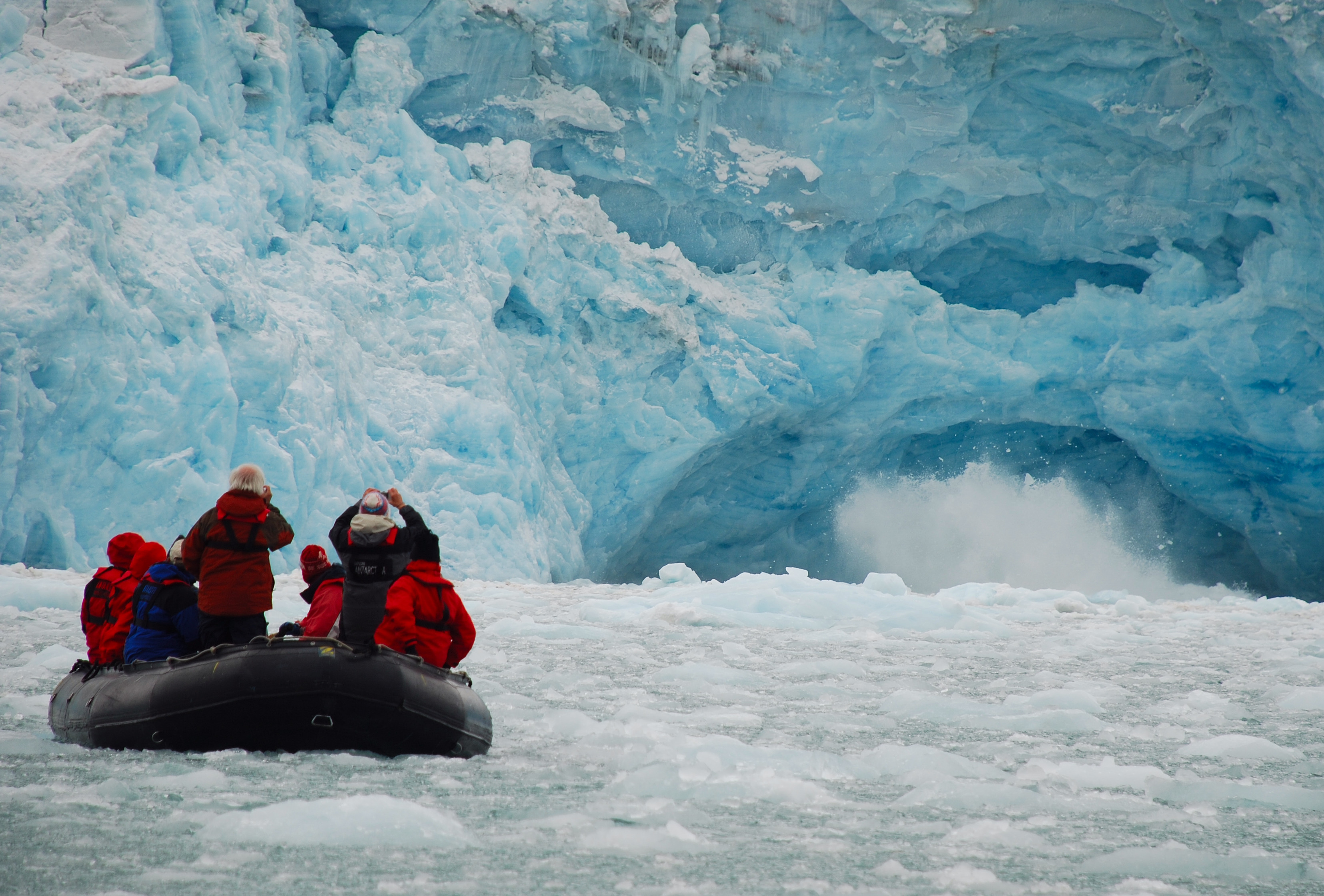
Turismo en Svalbard

La economía de Svalbard está dominada por la minería del carbón, el turismo y la investigación. En 2007, había 484 personas trabajando en el sector minero, 211 personas trabajando en el sector turístico y 111 personas trabajando en el sector educativo. El mismo año, la minería generó ingresos por 2.008 mil millones de coronas, el turismo 317 millones NOK y la investigación 142 millones. En 2006, el ingreso medio de las personas económicamente activas fue de NOK 494.700, un 23% más que en el continente. Casi todas las viviendas son propiedad de los distintos empleadores e instituciones y se alquilan a sus empleados; sólo hay unas pocas casas de propiedad privada, la mayoría de las cuales son cabañas de recreo. Debido a esto, es casi imposible vivir en Svalbard sin trabajar para una institución establecida. El Tratado de Spitsbergen y la Ley de Svalbard establecieron a Svalbard como zona económica libre y zona desmilitarizada en 1925.

## Impuestos
El Tratado de Spitsbergen de 1920 estableció la soberanía total de Noruega sobre el archipiélago. Las islas son, a diferencia del Territorio Antártico Noruego, parte del Reino de Noruega y no una dependencia. El tratado entró en vigor en 1925, tras la Ley de Svalbard. Los cuarenta países signatarios del tratado tienen derecho a realizar actividades comerciales en el archipiélago sin discriminación, aunque todas las actividades están sujetas a la legislación noruega. El tratado limita el derecho de Noruega a recaudar impuestos al de prestar servicios en Svalbard. Por lo tanto, Svalbard tiene un impuesto sobre la renta más bajo que la Noruega continental y no hay impuesto al valor agregado. Existe un presupuesto separado para Svalbard para garantizar el cumplimiento. Svalbard es una zona desmilitarizada, ya que el tratado prohíbe el establecimiento de instalaciones militares. La actividad militar noruega se limita a la vigilancia pesquera por parte de la Guardia Costera de Noruega. El tratado exige que Noruega proteja el medio ambiente natural.

## Minería

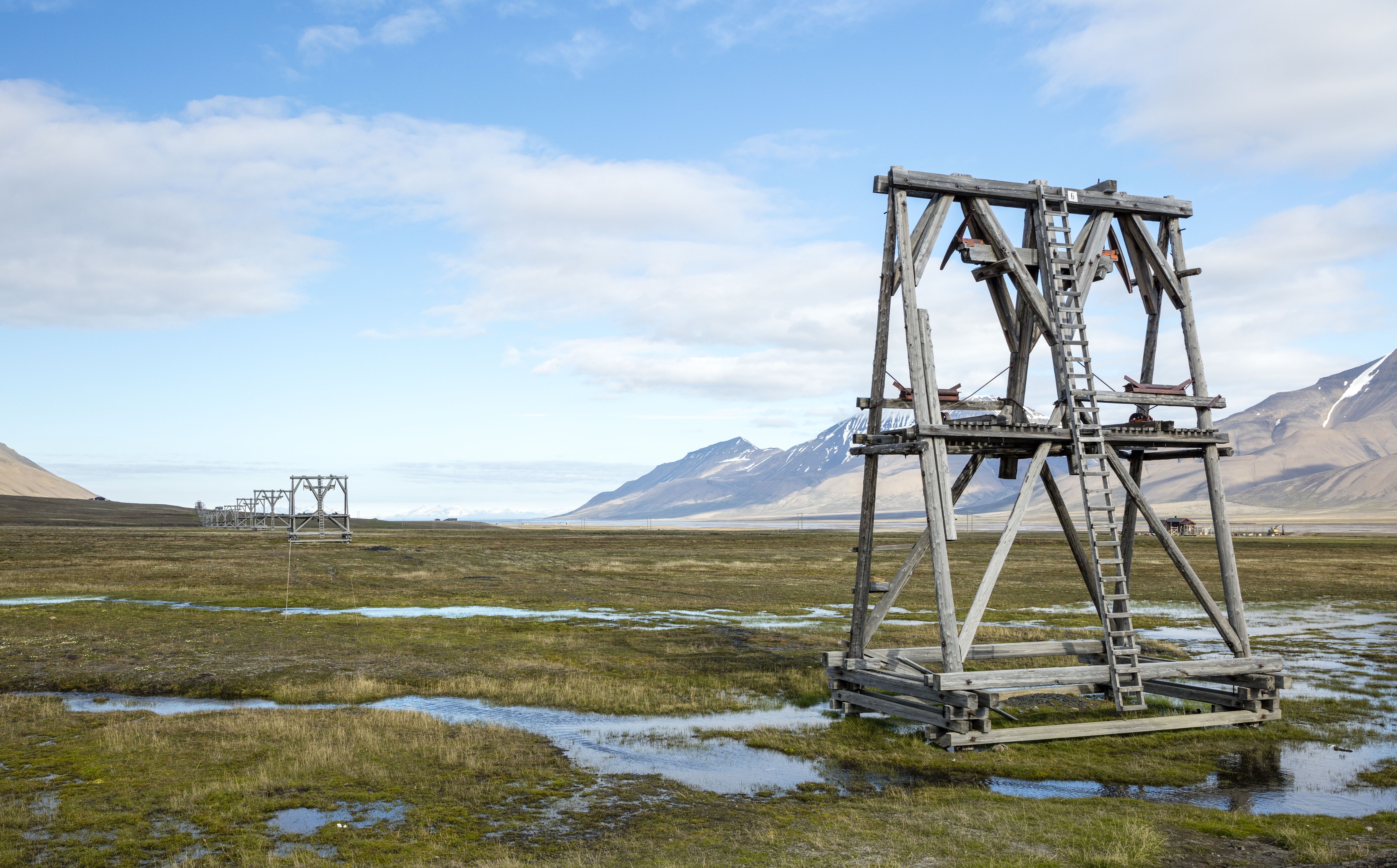
Antigua torre de cable de Adventdalen a Longyearbyen, Svalbard

Desde el reasentamiento de Svalbard a principios del siglo XX, la minería del carbón ha sido la actividad comercial dominante. Store Norske Spitsbergen Kulkompani, una subsidiaria del Ministerio de Comercio e Industria de Noruega, opera Svea Nord en Sveagruva y Mine 7 en Longyearbyen. El primero produjo 3,4 millones de toneladas en 2008, mientras que el segundo utiliza el 35% de su producción para alimentar la central eléctrica de Longyearbyen. Desde 2007, no ha habido ninguna minería significativa por parte de Arktikugol de propiedad estatal rusa en Barentsburg. Anteriormente se habían realizado perforaciones de prueba de petróleo en tierra, pero estas no dieron resultados satisfactorios para la operación permanente. Las autoridades noruegas no permiten las actividades petroleras en alta mar por razones ambientales, y la tierra en la que anteriormente se perforaron las pruebas ha sido protegida como reservas naturales o parques nacionales.

## Pesca y caza
Svalbard ha sido históricamente una base tanto para la caza de ballenas como para la pesca. Noruega reclamó una zona económica exclusiva (ZEE) de 200 millas náuticas (370 km) alrededor de Svalbard en 1977, con 31,688 kilómetros cuadrados (12,235 millas cuadradas) de aguas internas y 770,565 kilómetros cuadrados (297,517 millas cuadradas) de ZEE. Noruega mantiene una política pesquera restrictiva en la zona, y Rusia refuta las alegaciones.

## Fabricación de cerveza
El establecimiento de una fábrica de cerveza en el archipiélago de Svalbard requirió un cambio de la ley noruega, que prohibía la producción comercial de bebidas alcohólicas allí hasta 2014. Svalbard Bryggeri estableció la producción de varias cervezas en Longyearbyen en 2015, después de que se cambiara la ley. El 16% del agua utilizada para la elaboración de cerveza es hielo descongelado del glaciar Bogerbreen de 2.000 años de antigüedad. La cervecería afirma ser la más septentrional del mundo.

## Turismo
El turismo se centra en Longyearbyen. Las actividades incluyen senderismo, kayak, caminatas a través de cuevas glaciares y safaris en motos de nieve y trineos tirados por perros. Los cruceros generan una parte significativa del tráfico, incluidas las escalas de los barcos en alta mar y los cruceros expedicionarios que comienzan y terminan en Svalbard. El tráfico está fuertemente concentrado entre marzo y agosto; Las pernoctaciones se han quintuplicado (de 1991 a 2008), cuando hubo 93.000 pernoctaciones.
El festival de blues más septentrional del mundo, Dark Season Blues, es un evento anual a fines de octubre en Longyearbyen, y marca el comienzo de la temporada oscura cuando la luz del día y el sol están a punto de salir de Svalbard durante cuatro largos meses de invierno.
Noruega anunció en febrero de 2012 que, con el fin de proteger las islas del peligro de que un barco encallara y pudiera causar un derrame de petróleo dentro de un fiordo prístino, implementaría un requisito para que los cruceros lleven un piloto con licencia para poder llevar el barco. para entrar en cualquiera de los fiordos de las islas. Muchos de los fiordos de Svalbard son bastante peligrosos, con fuertes torrentes y calles estrechas. El requisito piloto se implementará gradualmente. A partir de 2012, todos los buques que se dirigían a la mina de carbón de Svea debían llevar un piloto. A partir de 2013, todos los buques de pasajeros de más de 150 metros debían tener un piloto al entrar en uno de los fiordos de Svalbard. Y a partir de 2014, todas las embarcaciones de más de 70 metros y todas las embarcaciones de pasajeros de más de 24 metros necesitaban tener un piloto al ingresar a uno de los fiordos.

## Investigación

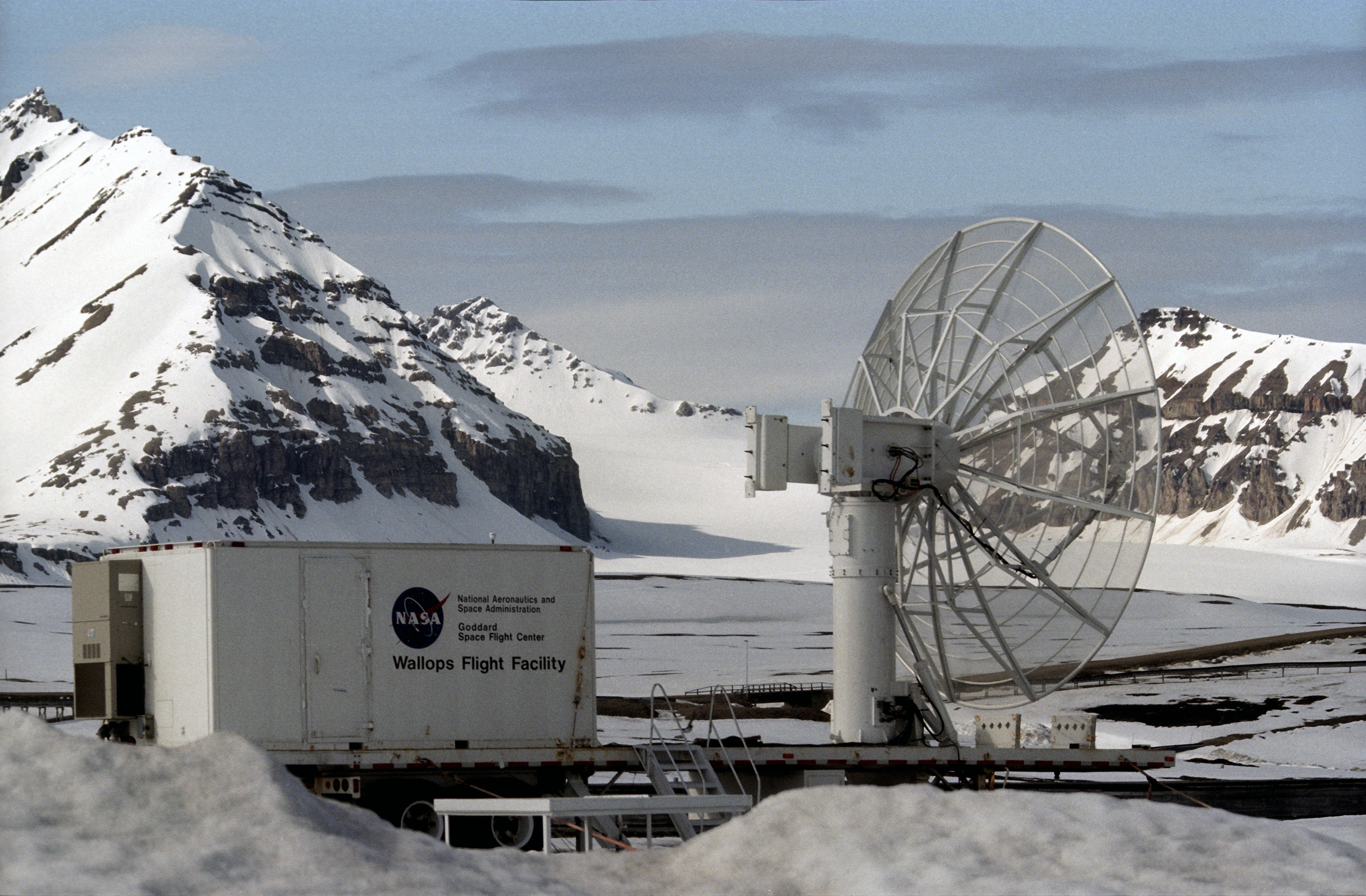
Centro de investigación de la NASA en Ny-Ålesund

La investigación sobre Svalbard se centra en Longyearbyen y Ny-Ålesund, las áreas más accesibles del alto Ártico. Noruega otorga permiso a cualquier nación para realizar investigaciones en Svalbard, lo que resulta en la Estación Polar Polaca y la Estación del Río Amarillo Ártico de China. El Centro Universitario de Svalbard (UNIS) en Longyearbyen se estableció en 1993 y ofrece cursos de pregrado, posgrado y posgrado a 350 estudiantes. El Svalbard Global Seed Vault es un banco de semillas del "día del juicio final" para almacenar semillas de tantas variedades de cultivos del mundo y sus parientes silvestres botánicos como sea posible. Una cooperación entre el Gobierno de Noruega y Global Crop Diversity Trust, la bóveda se corta en la roca cerca de Longyearbyen, manteniéndola a una temperatura natural de −6 °C (21 °F) y refrigerando las semillas a −18 °C (0 °F). El sistema de cable submarino de Svalbard es una línea de fibra óptica de 1.440 km de Svalbard a Harstad, necesaria para comunicarse con las estaciones de satélites en órbita polar en Svalbard.

## Transporte

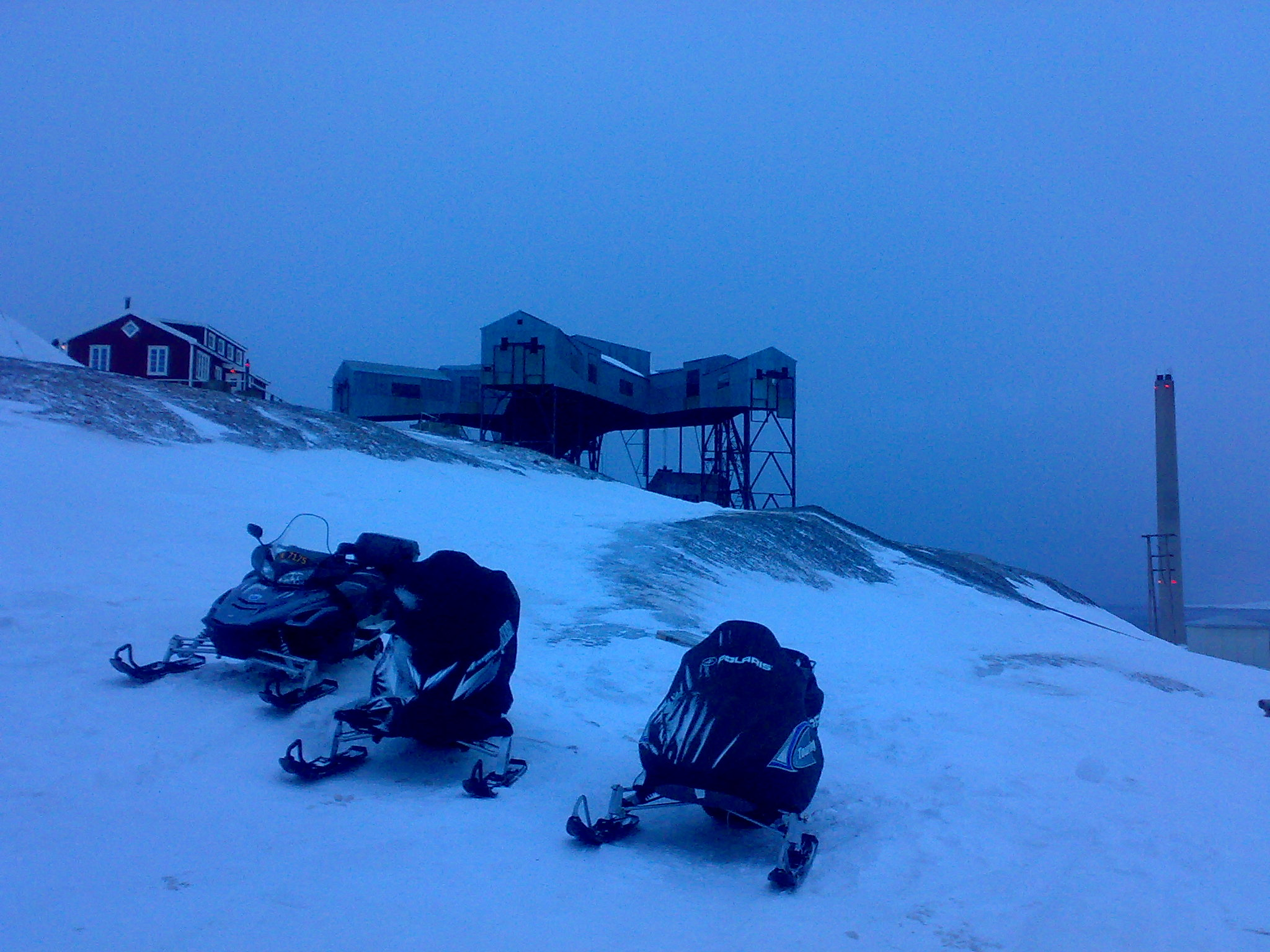
Motos de nieve en Longyearbyen

Dentro de Longyearbyen hay un sistema de carreteras, pero no conecta con ningún otro asentamiento. La ciudad tiene un sistema de autobuses. El transporte motorizado todoterreno está prohibido en el suelo desnudo, pero las motos de nieve se utilizan mucho durante el invierno, tanto para actividades comerciales como recreativas. El transporte desde Longyearbyen a Barentsburg (45 km o 28 millas) y Pyramiden (100 km o 62 millas) es posible en motos de nieve en invierno o en barco durante todo el año.
El Aeropuerto de Svalbard, ubicado a 3 kilómetros (2 millas) de Longyearbyen, es el único aeropuerto que ofrece transporte aéreo fuera del archipiélago. Scandinavian Airlines tiene servicios programados diarios a Tromsø y Oslo; también existen servicios chárter irregulares a Rusia. Lufttransport ofrece servicios chárter corporativos regulares desde Longyearbyen al aeropuerto de Ny-Ålesund y al aeropuerto de Svea para Kings Bay y Store Norske. Hay helipuertos en Barentsburg y Pyramiden, y el gobernador y, en menor medida, Arktikugol utilizan helicópteros con frecuencia.